# Pomnik Tadeusza Żeleńskiego „Boya” w Krakowie
Pomnik Tadeusza Żeleńskiego „Boya” – pomnik znajdujący się w Krakowie, w południowo-zachodniej części Plant, pomiędzy ulicami Podzamcze i Poselską, na Starym Mieście.
Pomnik przedstawiający popiersie Tadeusza Żeleńskiego „Boya” znajdujące się na niewielkim obelisku jest dziełem Edwarda Krzaka, wykonanym jako odlew z brązu w 1979 roku.
Na obelisku, pod popiersiem Tadeusza Żeleńskiego „Boya” został wygrawerowany napis:
TADEUSZ

BOY–ŻELEŃSKI

1874–1941